# Tipula lyrifera
Tipula lyrifera är en tvåvingeart som beskrevs av William George Dietz 1921. Tipula lyrifera ingår i släktet Tipula och familjen storharkrankar. Inga underarter finns listade i Catalogue of Life.